# Fauna Europaea
Fauna Europaea — база даних наукових назв та ареалу всіх живих багатоклітинних тварин, що поширені на європейському континенті. Включає сухопутних та прісноводних тварин. Він служить стандартним таксономічним джерелом для таксономії тварин в рамках інфраструктури довідників загальноєвропейських видів (Pan-European Species directories Infrastructure, PESI). Станом на червень 2020 року, база даних Fauna Europaea містила 235 708 назв таксонів і 173 654 видів.
Спочатку проєкт фінансувався Європейською Радою (2000—2004) та координувався Амстердамським університетом. 2015 року базу даних передали під опіку Музей природознавства в Берліні.